# Elaphoglossum blepharoglottis
Elaphoglossum blepharoglottis är en träjonväxtart som beskrevs av John T. Mickel. Elaphoglossum blepharoglottis ingår i släktet Elaphoglossum och familjen Dryopteridaceae. Inga underarter finns listade.